# Janie Dee
Janie Dee (Old Windsor, 20 giugno 1962) è un'attrice e cantante britannica, vincitrice di due Laurence Olivier Awards.

## Biografia
Janie Dee ha lavorato sia in musical che opere di prosa a Londra, Dublino, New York e in numerosi tour mondiali. Ha debuttato a teatro con il musical Cabaret nel 1986 e negli anni ottanta ha recitato in numerosi musical di successo come Cats, Oklahoma! e Guys and Dolls. Nel 1993 interpreta Carrie Pipperidge nella produzione del National Theatre di Carousel e vince il Laurence Olivier Award alla migliore attrice non protagonista in un musical. Collabora con il National Theatre anche per le Troiane, in cui interpreta Elena. Nel 1996 recita della commedia di Alan Ayckbourn Comic Potentials a Londra e a New York e la sua interpretazione nel ruolo di Jacie le vale l'Olivier Award alla migliore attrice, l'Evening Standard Award, il Critics' Circle Theatre Award, l'Obie Award ed il Theatre World Award.
Negli anni successivi recita in Tradimenti, Design for a living e Molto rumore per nulla a Londra e nel 2005 interpreta Vecchi tempi a Dublino, su richiesta di Harold Pinter. Nel 2008 torna al musical con Mack and Mabel, a cui seguono Donkeys' Years, Shadowlands e la commedia shakespeariana La dodicesima notte nel ruolo di Olivia. Nel 2010 recita allo Shakespeare's Globe in Tutto è bene quel che finisce bene e poi all'Old Vic in NSFW. Nel 2012 interpreta la protagonista nel musical Hello, Dolly!, a cui segue la rivista Putting in together dedicata a Stephen Sondheim e, nel 2014, recita accanto ad Angela Lansbury in Spirito allegro. Dal settembre dello stesso anno interpreta Titania e Ippolita nella produzione dello Shakespeare's Globe di Sogno di una notte di mezza estate andata in tournée in Asia e Russia.
Nel 2015 prende parte al concerto in occasione del quarantesimo anniversario di A Little Night Music al Palace Theatre di Londra e interpreta la protagonista Desirée; il concerto, prodotto da Alex Parker, vede recitate accanto a lei Joanna Riding, Fra Fee e Jamie Parker. Sempre nel 2015, recita in 84, Charing Cross Road e Ah, Wilderness al Young Vic e nel Gabbiano al Regent's Park Theatre. Nel 2016 recita nella prima produzione londinese della commedia Hand to God con Jemima Rooper e Harry Melling. Nel 2017 recita al National Theatre nel musical Follies con Imelda Staunton e per la sua interpretazione viene candidata al Laurence Olivier Award alla migliore attrice in un musical. Nell'autunno del 2018 torna a recitare in Follies al National Theatre, questa volta con Joanna Riding, già sua collega in Carousel nel 1993; nella primavera del 2019 le due attrici sono tornare a ricoprire i ruoli interpretati in Carousel in occasione di uno speciale concerto in scena a Cadogan Hall per la direzione musicale di Alex Parker. Nel luglio del 2019 fa il suo debutto sulle scene italiane nel musical di Sondheim Passion, allestito a Montepulciano in occasione del Cantiere Internazionale d'Arte.

### Vita privata
È sposata con Rupert Wickham dal 1995 e la coppia ha due figli.

## Filmografia

### Cinema
- Me and Orson Welles, regia di Richard Linklater (2009)
- Official Secrets - Segreto di stato (Official Secrets), regia di Gavin Hood (2019)

### Televisione
- Metropolitan Police - serie TV, 1 episodio (1992)
- Heartbeat - serie TV, 1 episodio (2001)
- L'ispettore Barnaby - serie TV, 1 episodio (2002)
- Crashing - serie TV, 1 episodio (2016)
- The Burning Girls - miniserie TV, 4 episodi (2023)

## Teatro
- Cabaret, regia di Gillian Lynne. Strand Theatre di Londra (1986)
- Oklahoma!, regia di Eoin McManus. Tour britannico (1988)
- Can Can, regia di David Taylor. Strand Theatre di Londra (1988)
- Cats, regia di Gillian Lynne. New London Theatre di Londra (1990)
- Show Boat, regia di Ian Judge. London Palladium e Royal Shakespeare Company North (1990)
- Sophisticated Ladies, regia di Roger Haines. Gielgud Theatre di Londra (1992)
- Between the Lines, regia di Vivienne Cozens. Etcetera Theatre di Londra (1992)
- Dreams from a Summerhouse, regia di Alan Ayckbourn. Stephen Joseph Theatre di Londra (1992)
- Carousel, regia di Nicholas Hytner. National Theatre di Londra (1992)
- Romeo e Giulietta, regia di Judi Dench. Open Air Theatre di Londra (1993)
- A Connecticut Yankee, regia di Ian Talbot. Open Air Theatre di Londra (1993)
- The Soldier, regia di Marie Wesener. National Theatre Studio di Londra (1993)
- Johnny on a Spot, regia di Julie Glynn. National Theatre di Londra (1994)
- Mercury Workshop Revue, regia di Julia McKenzie. Jeremy Street Theatre di Londra (1994)
- Johnny on a Spot, regia di Richard Eyre. National Theatre di Londra (1994)
- Shakespeare Revue, regia di Luscombe/McKee. The Pit di Stratford-upon-Avon e Vaudeville Theatre di Londra (1994)
- Le troiane, regia di Annie Castledine. National Theatre di Londra (1995)
- They're Playing Our Song, regia di Alan Ayckbourn. Stephen Joseph Theatre di Londra (1997)
- The Sound of Music, regia di David Sulkin. Crucible Theatre di Sheffield (1996)
- Enter the Guardsman, regia di Jeremy Sams. Donmar Warehouse di Londra (1998)
- Love Songs For Shopkeepers, regia di Alan Ayckbourn. Stephen Joseph Theatre di Londra (1998)
- Comic Potential, regia di Alan Ayckbourn. Stephen Joseph Theatre di Scarborough, Lyric Theatre di Londra (1998)
- South Pacific, regia di Deborah Paige. Crucible Theatre di Sheffield (1999)
- House/Garden. Stephen Joseph Theatre di Scarborough (1999)
- Comic Potential, regia di John Tillinger. Manhattan Theatre Club di New York (2000)
- Paradise Moscow, regia di David Pountney. Opera North di Leeds (2001)
- Tre sorelle, regia di Loveday Ingram. Chichester Theatre Festival (2001)
- My One and Only, regia di Loveday Ingram. Chichester Theatre Festival e Piccadilly Theatre di Londra (2001)
- Design For Living, Theatre Royal di Bath e tour britannico (2003)
- Tradimenti, regia di Peter Hall. Duchess Theatre di Londra (2003)
- Anyone Can Whistle, regia di Michael Gielta. Bridewell Theatre di Londra (2003)
- Molto rumore per nulla, regia di Peter Hall. Theatre Royal di Bath (2005)
- Vecchi tempi, regia di Michael Caven. Gate Theatre di Dublino (2005)
- Anniversario, regia di Alan Standford. Gate Theatre di Dublino (2005)
- Mack and Mabel, regia di John Doyle. Criterion Theatre di Londra (2006)
- Donkey's Ears, regia di Jeremy Says. Comedy Theatre di Londra (2006)
- Vecchi tempi, regia di Michael Caven. Tour britannico (2007)
- Shadowlands, regia di Michael Barker-Caven. Wyndhams Theatre di Londra e tour britannico (2007)
- La dodicesima notte, regia di Edward Dick. Open Air Theatre di Londra (2008)
- Woman in Mind, regia di Alan Ayckbourn. Stephen Joseph Theatre di Scarborough e Vaudeville Theatre di Londra (2009)
- The Apple Cart, regia di Alan Ayckbourn. Theatre Royal di Bath (2009)
- Calendar Girls, regia di Peter Hall. Theatre Royal di Bath (2009)
- The King and I, regia di Paul Kerryson. Curve Theatre di Leicester (2010)
- The Little Hut, regia di Tim Luscombe. Tour britannico (2010)
- Un mese in campagna, regia di Jonathan Kent. Chichester Theatre Festival di Chichester (2010)
- Tutto è bene quel che finisce bene, regia di John Dove. Globe Theatre di Londra (2011)
- Vite in privato, regia di Giles Croft. Nottingham Playhouse di Nottingham (2011)
- Hello, Dolly!, regia di Paul Kerryson. Curve Theatre di Leicester (2012)
- Rumori fuori scena, regia di Lindsay Posner. Old Vic Theatre e Novello Theatre di Londra (2012)
- NSFW, regia di Michael Blakemore. Royal Court Theatre di Londra (2012)
- A Little Night Music, regia di Alastair Knights. Yvonne Arnaud Theatre di Guildford (2013)
- Spirito allegro, regia di Michael Blakemore. Gielgud Theatre di Londra (2014)
- Sogno di una notte di mezza estate, regia di Dominic Dromgoole. Tour russo e asiatico (2014)
- Putting It Together, regia di Alastair Knights. G Live di Guildford, St James Theatre di Londra (2014)
- A Little Night Music, regia di Alastair Knights. Palace Theatre di Londra (2015)
- 84 Charing Cross Road, regia di James Roose-Evans. Salisbury Playhouse di Salisbury (2015)
- Ah, Wilderness!, regia di Natalie Abrahami. Young Vic di Londra (2015)

- Il gabbiano, regia di Matthew Dunster. Open Air Theatre di Londra (2015)
- Hand To God, regia di Moritz von Stuelpnagel. Vaudeville Theatre di Londra (2016)
- Antonio e Cleopatra, regia di Iqbal Khan. Barbican Centre di Londra e Hollywood Bowl di Los Angeles (2016)
- Linda, regia di Lynne Meadow. Manhatthan Theatre Club di New York (2017)
- Follies, regia di Dominc Cooke. National Theatre di Londra (2017)
- Monogamy, regia di Alastair Whatley. Malvern Theatre di Malvern, Yvonne Arnaud Theatre di Guildford, Park Theatre di Londra (2018)
- Chiaro di luna e Night School, regia di Jamie Lloyd. Harold Pinter Theatre di Londra (2018)
- Follies, regia di Dominic Cooke. National Theatre di Londra (2018)
- Carousel, regia di Alastair Kinghts. Cadogan Hall di Londra (2019)
- Vanya and Sonia and Masha and Spike, regia di Walter Bobbie. Theatre Royal di Bath (2019)
- Passion, regia di Keith Warner. Teatro Poliziano di Montepulciano (2019)
- The Boy Friend, regia di Matthew White. Menier Chocolate Factory di Londra (2019)
- A Little Night Music, regia di Alastair Knights. Holland Park di Londra (2020)
- A Little Night Music, regia di Paul Kerryson. Buxton Opera House di Buxton (2021)
- Vanya and Sonia and Masha and Spike, regia di Walter Bobbie. Charing Cross Theatre di Londra (2021)
- The Motive and the Cue, regia di Sam Mendes. National Theatre di Londra (2023)
- Stephen Sondheim's Old Friends, regia di Matthew Bourne e Julia McKenzie. Gielgud Theatre di Londra (2023)
- Laughing Boy, regia di Stephen Unwin. Jermyn Street Theatre di Londra (2024)
- Putting It Together, regia di Janie Dee. The Guildhall di Salisbury (2024)
- A Role to Die For, regia di Derek Bond. Barn Theatre di Cirencester (2025)